# Super Stock

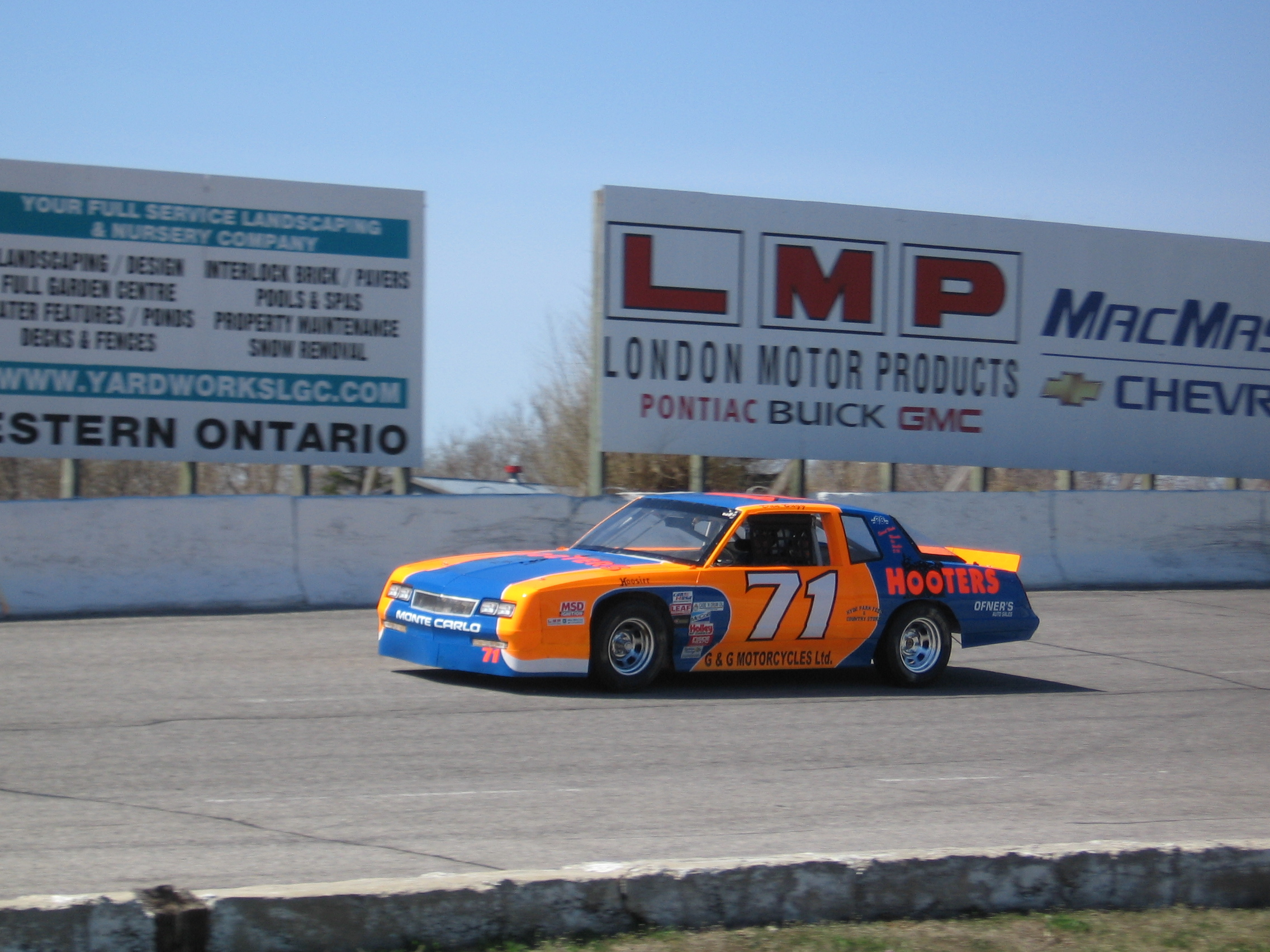
En bil som tävlar i Super Stock-klassen på Delaware Speedway.

Super Stock är en bilklass inom dragracing.
National Hot Rod Association (NHRA) har satt upp regler för klassen. Bilarna ska bland annat vara fabriksbyggda amerikanska bilar av årsmodell 1960 eller senare, även vissa sportbilar, och ska ha gjorts tillgängliga för allmänheten via bilhandlare. Minst 50 bilar ska ta tillverkats.
Bilarna modifieras för att ge bättre säkerhet och styrka men det måste vara samma motorblock, cylinderhuvud och förgasare som på originalet.
Toppklassen är SS/AH vilken speciellt är tillägnad '68 Dodge Dart och Plymouth Barracuda-fabricerade bilar.
Man indelar bilarna efter ett handikappsystem.

## Super Stock i Sverige
I Sverige körs Stock (där minst 500 bilar av modellen måste ha tillverkats och mindre modifieringar tillåts) och Super Stock i en gemensam klass vid SM i dragracing, till skillnad mot tävlingar i USA, och NHRA:s regler för bilar tillämpas.  I tävlingsklassen stock kör man mot ett index, det vill säga en tid som är gjord för den klassen. Man ska försöka köra så långt under index som möjligt. 